# Orchesella cincta

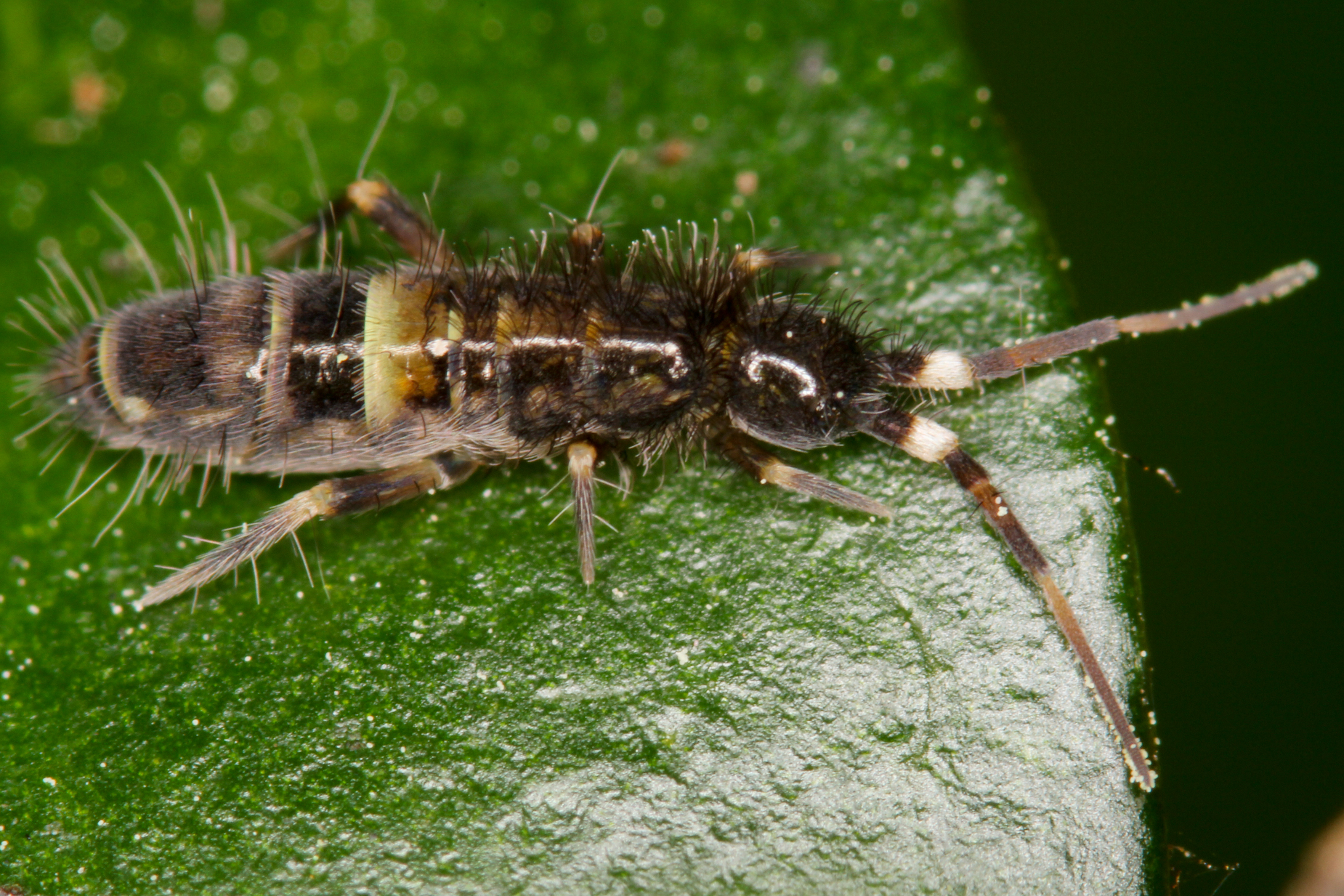

Orchesella cincta (лат.) — вид коллембол (ногохвосток) рода Orchesella из семейства энтомобрииды.

## Распространение
Имеет в основном голарктическое распространение. Встречается почти во всей Европе, за исключением южных Балкан, а также отмечены в качестве завозного инвазивного вида в Северной Америке (Канада, США). Миграция людей и межконтинентальная торговля сельскохозяйственной продукцией и садоводческими товарами способствовали завозу вида из Европы в Северную Америку. В 2022 году обнаружены в Иране.

## Описание
Относительно крупный и обычный вид ногохвосток. Длина тела около 4 мм (от 3,65 до 4,40 мм). Формула омматидиев 8+8. Характерен густопигментированный третий сегмент брюшка. Эта особенность дала название виду — «cincta» означает «подпоясанный» (в смысле ношения пояса). Усики 6-члениковые, но также, как и в случае с другими Orchesella, первые возрастные стадии имеют только 4 сегмента усиков.
От близких видов (например, Orchesella flavescens) отличается следующими признаками: спинной диск третьего брюшного сегмента (Abd III) полностью тёмный, сегмент Abd III с тёмной пигментацией, сегмент Abd II светлый.
Обнаружены феромоны агрегации, при водящие к скоплениям особей в местах его нанесения.
Вид был впервые описан в 1758 году шведским натуралистом Карлом Линнеем под названием Podura cincta.
Установлено, что половая зрелость у Orchesella cincta достигается после 7-й линьки, затем происходит ещё пять линек.

## Экология
Обычно встречается в подстилке у подножия деревьев, во мху на стволах деревьев и скалах, иногда на лугах.
Коллемболы линяют на протяжении всей своей жизни, и у вида Orchesella cincta периоды кормления и размножения чередуются. При неблагоприятных обстоятельствах (засушливые условия, низкие температуры) репродуктивные фазы могут быть отложены до улучшения условий, когда начало репродуктивной активности синхронизируется по всей популяции. Это успешная стратегия, так как всплеск популяции позволяет этому виду максимально использовать имеющиеся ресурсы. Orchesella cincta имеет высокую скорость метаболизма и высокую плодовитость и более мобильна, чем многие другие виды.